# Rembrandt (Iowa)
Rembrandt ist eine City im Buena Vista County im Nordwesten des US-Bundesstaates Iowa. Das U.S. Census Bureau hat bei der Volkszählung 2020 eine Einwohnerzahl von 209 ermittelt.

## Infrastruktur
Die Stadt hat Anschluss an den U.S. Highway 71 und an den Iowa Highway 10.

## Demografie
Das Durchschnittsalter der Bürger von Rembrandt liegt bei 37 Jahren, der Anteil der unter 18-Jährigen lag bei der Volkszählung im Jahr 2000 bei 28,5 %. Die Zensusbehörde ermittelte ferner, dass bei den über 18-Jährigen auf 100 Frauen – statistisch gesehen – 94 Männer kommen. 
Das durchschnittliche Einkommen eines Haushalts liegt bei 34.375 US-Dollar, das mittlere Einkommen einer Familie liegt bei 50.417 Dollar. Männer verdienen im Schnitt 31.500 Dollar, Frauen bringen es dagegen auf durchschnittlich 17.500 Dollar. Das Pro-Kopf-Einkommen liegt bei 17.248 Dollar. 4 % der Einwohner sowie 0 % der Familien leben unterhalb der Armutsgrenze. Die ethnische Zusammensetzung der Bevölkerung besteht zu 100 % aus  Weißen.
37,7 % der Einwohner sind deutscher, 16,2 % irischer, 14 % norwegischer, 13,6 % britischer, 10,5 % amerikanischer und 5,7 % französischer Abstammung.